# Горішня Козниця
Горішня Ко́зниця (болг. Горна Козница) — село в Кюстендильській області Болгарії. Входить до складу общини Бобов-Дол.

## Населення
За даними перепису населення 2011 року у селі проживали 144 особи, усі — болгари.
Розподіл населення за віком у 2011 році:
Динаміка населення: